# BREEAM
BREEAM (Building Research Establishment Environmental Assessment Methodology) ist ein ursprünglich aus Großbritannien stammendes Bewertungssystem für ökologische und soziokulturelle Aspekte der Nachhaltigkeit von Gebäuden (siehe auch grünes Gebäude). Zuerst wurde es von Building Research Establishment (BRE)  1990 publiziert.  Das System wurde von einem britischen Forschungsinstitut entwickelt. Mehr als 250.000 Gebäude sind von BREEAM zertifiziert und über 1 Million  zur Zertifizierung registriert, meistens im Vereinigten Königreich und anderen mehr als 50 Staaten.

## Kernsysteme
- BREEAM Bestand (BREEAM In-Use)
- BREEAM Modernisierung (BREEAM Refurbishment and Fit-out)
- BREEAM Neubau (BREEAM New Construction)
- BREEAM Stadtquartiere (BREEAM Communities)
- BREEAM Maßgeschneiderte Systeme (BREEAM Bespoke)[2]